# Leonardo Loredan
Leonardo Loredan (Venezia, 16 novembre 1436 – Venezia, 21 giugno 1521) è stato il 75º doge della Repubblica di Venezia.
Abile e saggio politico, riuscì in vita a tutelare gli interessi della città Venezia in un periodo molto difficile della sua storia.
Eletto il 2 ottobre 1501 dovette, durante il suo dogado, accettare un'onerosa pace con l'Impero ottomano (1503), e affrontare la Lega di Cambrai, che portò a lungo la guerra nei territori veneziani di terraferma (1509 - 1517) con l'intento, fallito, di distruggere la potenza di Venezia.
Rispettato in vita, dopo la sua morte fu fatto oggetto di un'inchiesta per appropriazione di fondi statali e gli eredi vennero condannati a risarcire lo Stato.
Il Ritratto del doge Leonardo Loredan di Giovanni Bellini è noto come uno dei primi ritratti frontali di un doge regnante; durante il Medioevo, gli uomini venivano ritratti di profilo, mentre la vista frontale era riservata ai soggetti sacri.

## Biografia

### Giovinezza, educazione e vita precedente al potere
Primogenito di Gerolamo e di Donata Donà, Leonardo poté dedicarsi fin dall'infanzia agli studi letterari e classici, per poi dedicarsi al commercio familiare, non particolarmente florido, in particolar con l'Africa e il Levante.
Si sposò con Morosina Giustinian nel 1461 e da lei ebbe cinque figli e quattro figlie: Lorenzo (1462-1534), Girolamo (1468-1532), Alvise (1472-1521), Vincenzo (morto a Tripoli nel 1499), Bernardo (1481-1519), Donata, Maria, Paola, Elisabetta.
La sua intelligenza e il suo acume politico (uniti al denaro e alle conoscenze) gli permisero di proseguire una discreta carriera politica, anche se non risultano situazioni nelle quali si distinse per davvero; nel complesso, rimase un funzionario di secondo piano per tutta la vita precedente al dogado.

### Dogado

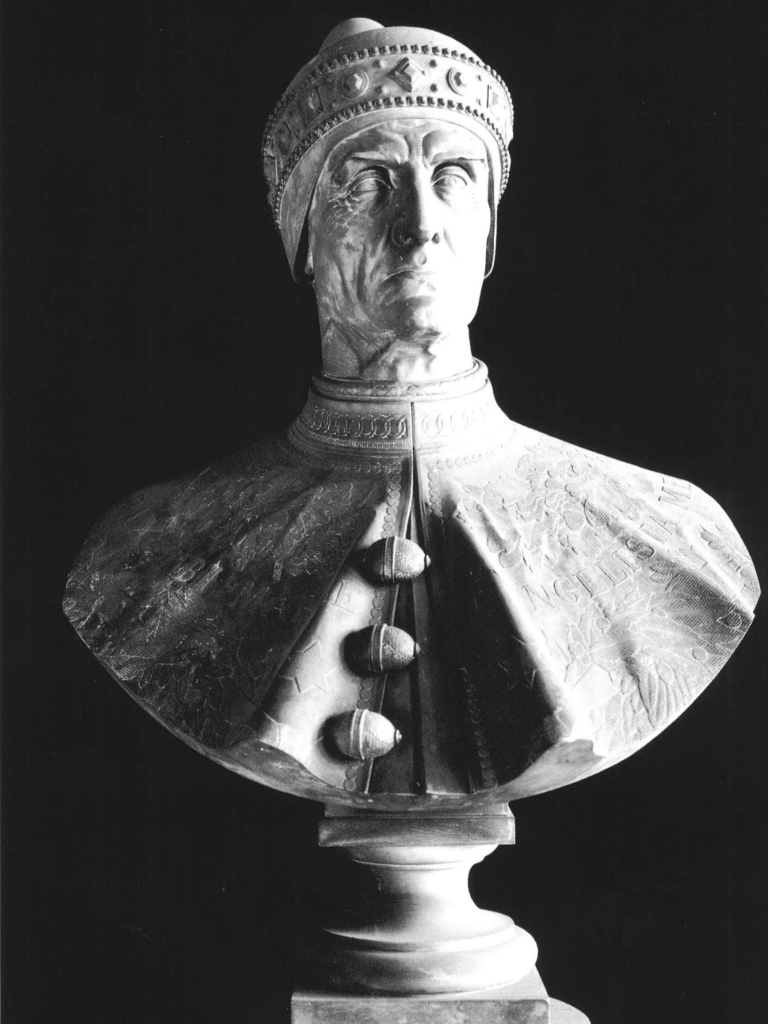
Busto di Leonardo Loredan, opera di Luigi Borro (1860-1861). Il busto fa parte del Panteon Veneto, conservato presso Palazzo Loredan

Leonardo Loredan raggiunse il dogado quasi a sorpresa il 2 ottobre 1501, con il minimo di voti richiesti per l'elezione; era venuto infatti a mancare il suo più importante avversario politico, Filippo Tron, figlio del doge Nicolò Tron. Secondo alcuni storici (Rendina, Da Mosto) questa elezione forse fu dovuta più alle importanti parentele, sia proprie che dalla moglie, che alle sue vere capacità. Afferma anche la storiografia veneziana ufficiale, l'opera 'Dell'Istoria Viniziana' del Bembo: Ma in luogo del Barbadico, che morto essere dicemmo, M. Leonardo Loredano, di molti amici e parenti e di grande affinità abbondevole, e da loro atato, fu dalla Città eletto a Prencipe.

#### Primi anni: 1501 - 1503, pace coi turchi

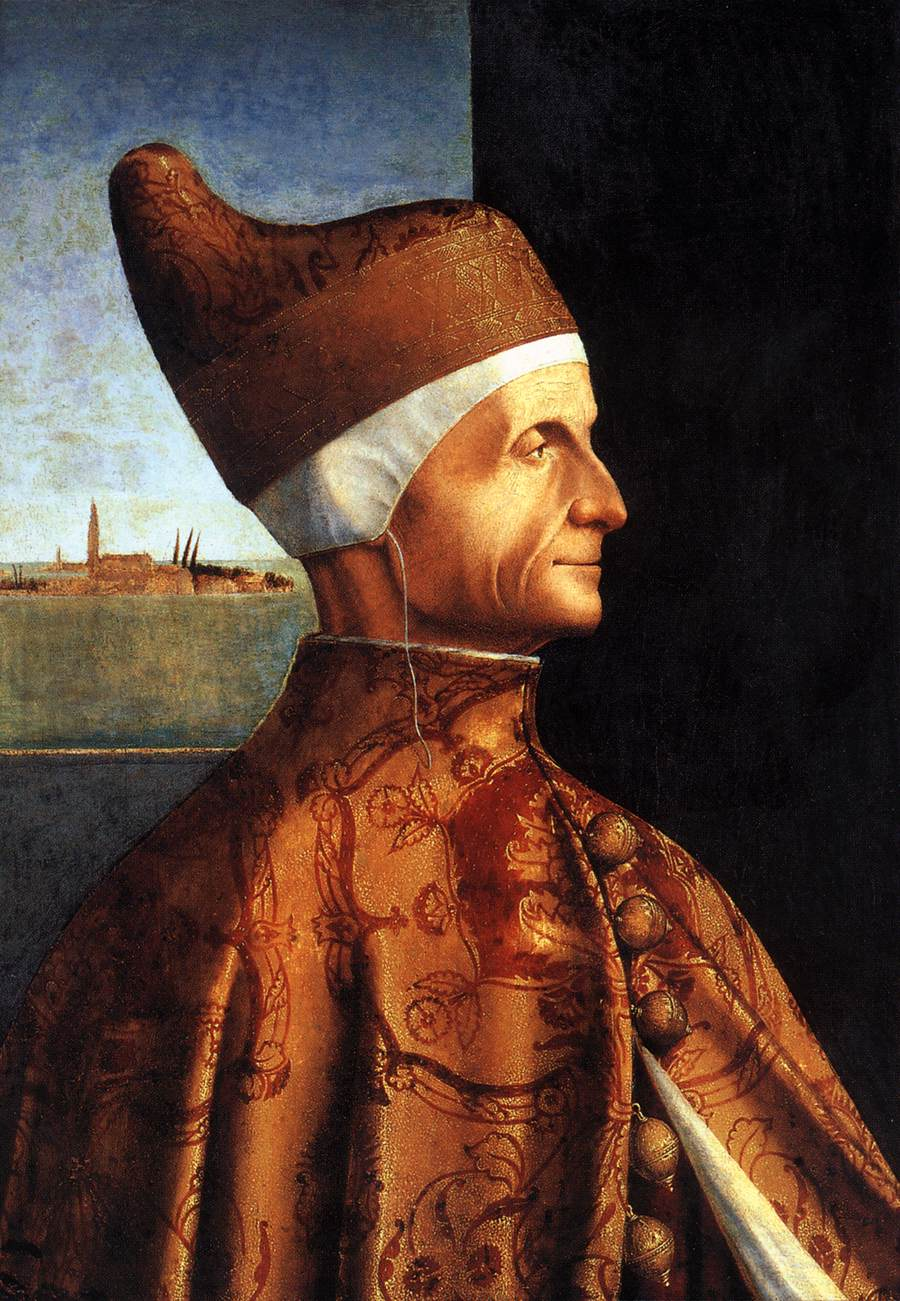
Vittore Carpaccio, Ritratto del doge Leonardo Loredan, 1501/1505 circa.

Quando raggiunse il potere, il Loredan trovò lo stato in guerra con l'Impero ottomano che, dopo un primo periodo in cui le forze dei contendenti riuscivano ad equivalersi, iniziava a prendere sempre più il sopravvento sulle minori forze militari veneziane.

I danni al traffico commerciale e le eccessive spese di sostenimento bellico convinsero la Repubblica a chieder una pace che, come ci si poteva aspettare, risultò parecchio onerosa: vennero cedute alla Porta le città di Corone, Modone, Lepanto e Santa Maura.

Negli anni successivi si manifestò un periodo di crisi economica che pur preoccupando le autorità lagunari, non minò eccessivamente le risorse della città.

#### Guerra della lega di Cambrai, 1509-1516

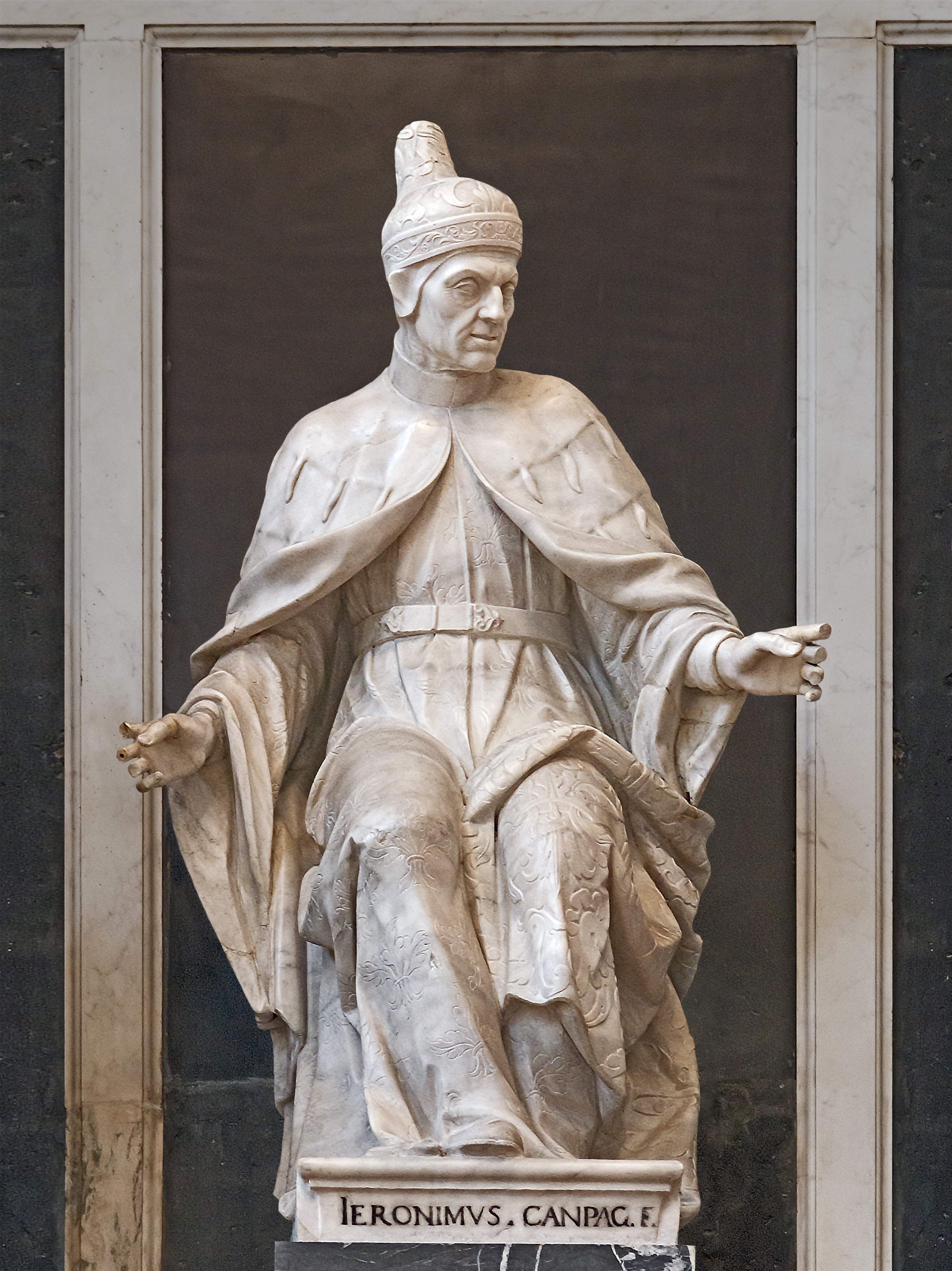
Leonardo Loredan (San Zanipolo).

Alla morte di Papa Alessandro VI (1503), Venezia occupò svariati territori dello Stato Pontificio. Quando venne eletto Giulio II come successore del Borgia, i Veneziani si aspettavano che le loro conquiste all'interno dello Stato Pontificio sarebbero state tacitamente accettate, poiché Giulio era stato soprannominato "Il Veneziano" per le sue simpatie a favore di Venezia. Invece il nuovo Papa scomunicò la Repubblica e strinse un'alleanza con la Francia, il Sacro Romano Impero e diversi Stati cristiani. La potenza economica e politica e le sue eccessive ingerenze negli affari della terraferma italiana si coagularono una coalizione (Lega di Cambrai) formata principalmente dalla Francia, dalla Spagna, dal Papato, dall'imperatore Massimiliano ed altri principi italiani con il preciso scopo di distruggere la potenza lagunare e dividersene le spoglie. Venezia si curò solo troppo tardi di questa situazione, e non fu in grado d'organizzare un'efficace campagna diplomatica per arginare questo attacco.

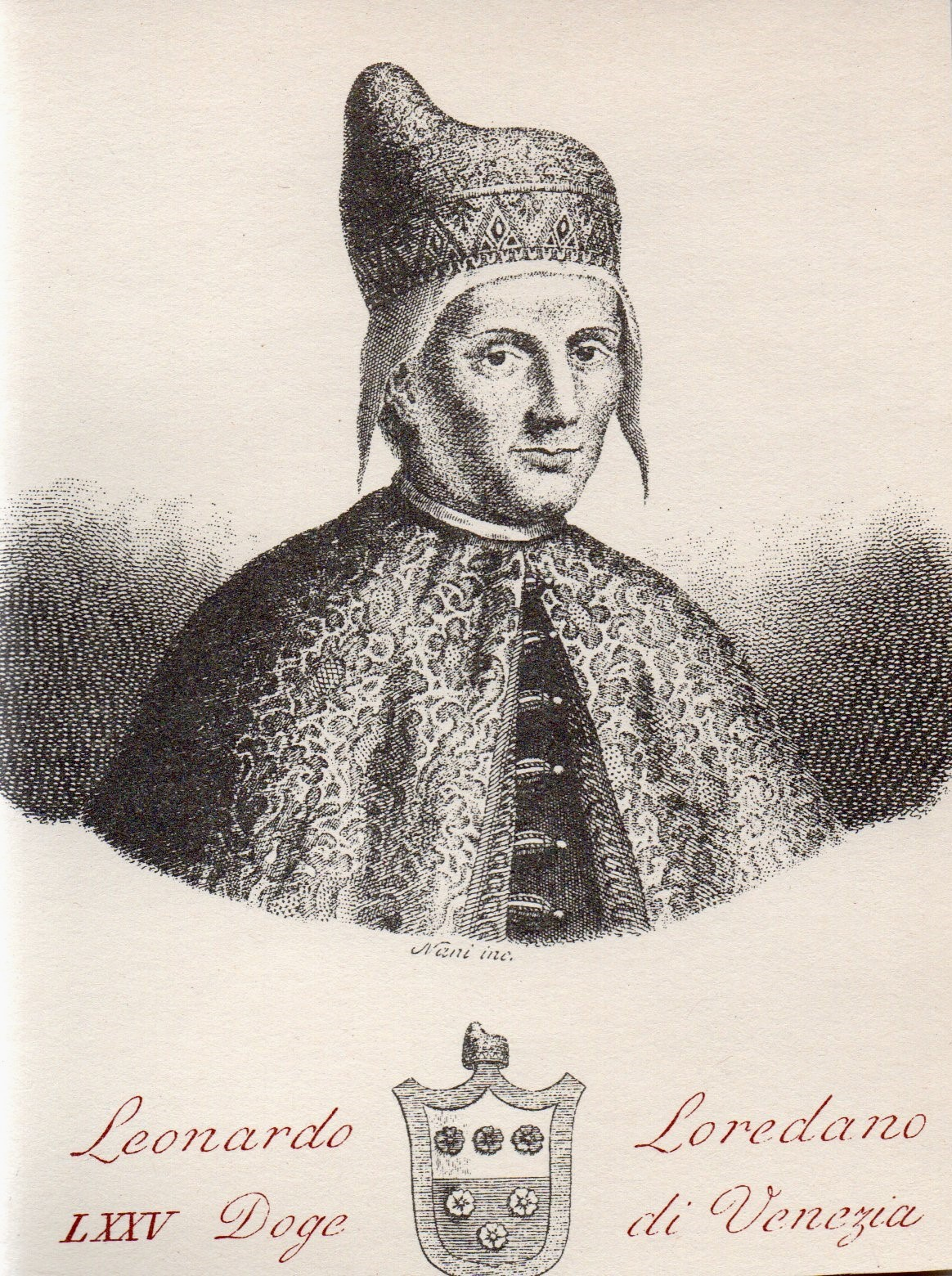

Trovandosi sola contro massicce forze nemiche, Venezia formò un poderoso esercito di oltre 30 000 soldati per resistere in attesa d'un accordo. L'avventatezza e la scarsa disciplina delle truppe venete però portò alla sconfitta nella Battaglia di Agnadello (17 maggio 1509) e alla perdita quasi totale della terraferma veneta. Le terre venete furono messe a ferro e fuoco e alcuni colpi di bombarda raggiunsero i margini della laguna veneziana. Il panico generale della nobiltà e del popolo venne arginato proprio dallo spirito del Loredan che, sorretto dalle notizie di rivolte popolari a favore di Venezia nelle città occupate, celebre quella di Treviso, spronò i Senatori e i cittadini ad arruolarsi e a donare grandi somme di denaro per la difesa di Padova che stava per essere assediata dall'esercito dell'imperatore Massimiliano. Si offrì egli stesso, ma dopo il rifiuto da parte del Senato, alcuni suoi figli mossero verso Padova con armi, provviste e denaro. Le prime vittorie veneziane e lo sfaldarsi della Lega permisero a Venezia di passare all'offensiva, grazie anche all'instancabile opera del provveditore e futuro doge Andrea Gritti, e riconquistare la maggior parte dei territori.
Nel 1510, in un turbinoso mutare di alleanze, il papato dell'irrequieto e bellicoso Giulio II s'alleò con Venezia in funzione anti-straniera e la guerra si spostò in Romagna.
La guerra, passato il punto culminante, proseguì a fasi alterne fino alla pace con la Francia a Blois (1513); l'unico avversario rimasto, l'imperatore Massimiliano, proseguì sempre meno convinto e nel 1517 si decise ad aderire anch'egli alla pace in cambio di Rovereto e Riva. Durante questo periodo, secondo i cronisti, il Loredan, dimentico dell'esempio del 1509, si comportò in modo poco serio, senza dare i giusti incitamenti e pensando più ai suoi affari che a quelli dello Stato. Comunque nel 1515 commissionò all'ingegnere militare Sebastiano Mariani la realizzazione delle fortificazioni della città di Padova.

### Ultimi anni e morte: 1518-1521

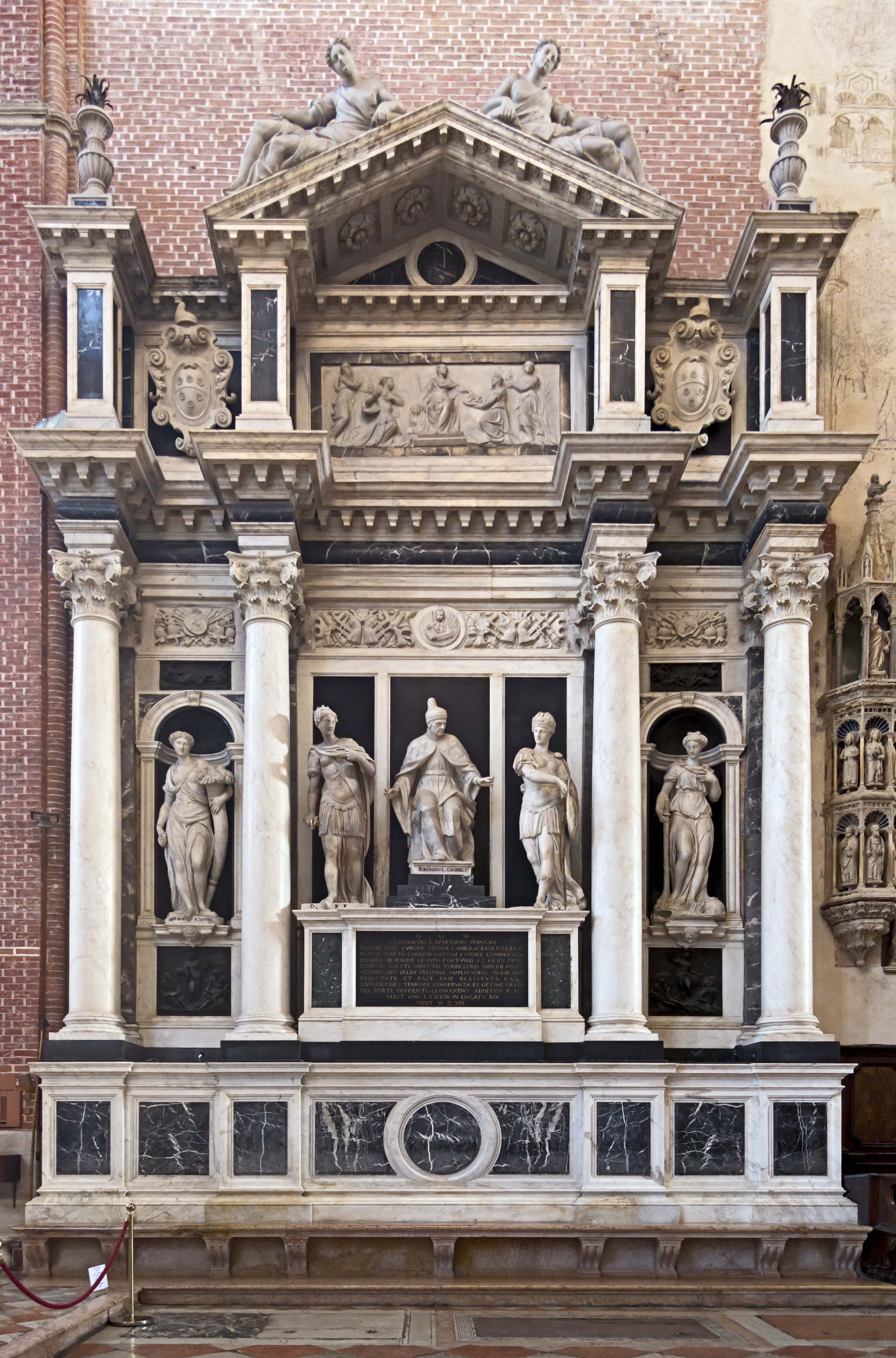
Venezia, Basilica dei Santi Giovanni e Paolo, monumento funebre del doge Leonardo Loredan.

La fine della guerra e il comportamento del doge, dedito più agli affari personali che alla cura e alla buona amministrazione dello stato, accentuarono nella società veneziana una certa frivolezza, perpetuatasi nei numerosi scandali finanziari dello stato, e nella pratica sempre più diffusa dell'acquisto delle cariche pubbliche. Il doge stesso comprò titoli e cariche per figli e parenti, sfruttando al massimo la propria influenza.
L'affarismo e il comportamento non esemplare degli ultimi anni non sfuggì al vigile occhio degli Inquisitori sopra il morto, magistratura creata dopo la morte di Francesco Foscari e incaricata di indagare sul "rendiconto" finale del dogado. Forse il processo fu montato ad arte a fini politici ma sicuramente vi furono ammanchi se gli eredi del doge, pur difesi dall'avvocato Carlo Contarini, uno dei migliori dell'epoca, vennero condannati ad una forte multa di 9 500 ducati.
In questi anni la salute del doge, mai realmente salda, iniziò rapidamente a peggiorare. Attorno ai primi giorni del giugno del 1521 la sua salute decadde, e presto gli si formò una gangrena ad una gamba. Ogni intervento a partire dall'amputazione d'un dito del piede fu inutile, e l'infezione, ormai di grave entità, spense il doge nella notte tra il 21 ed il 22 giugno.

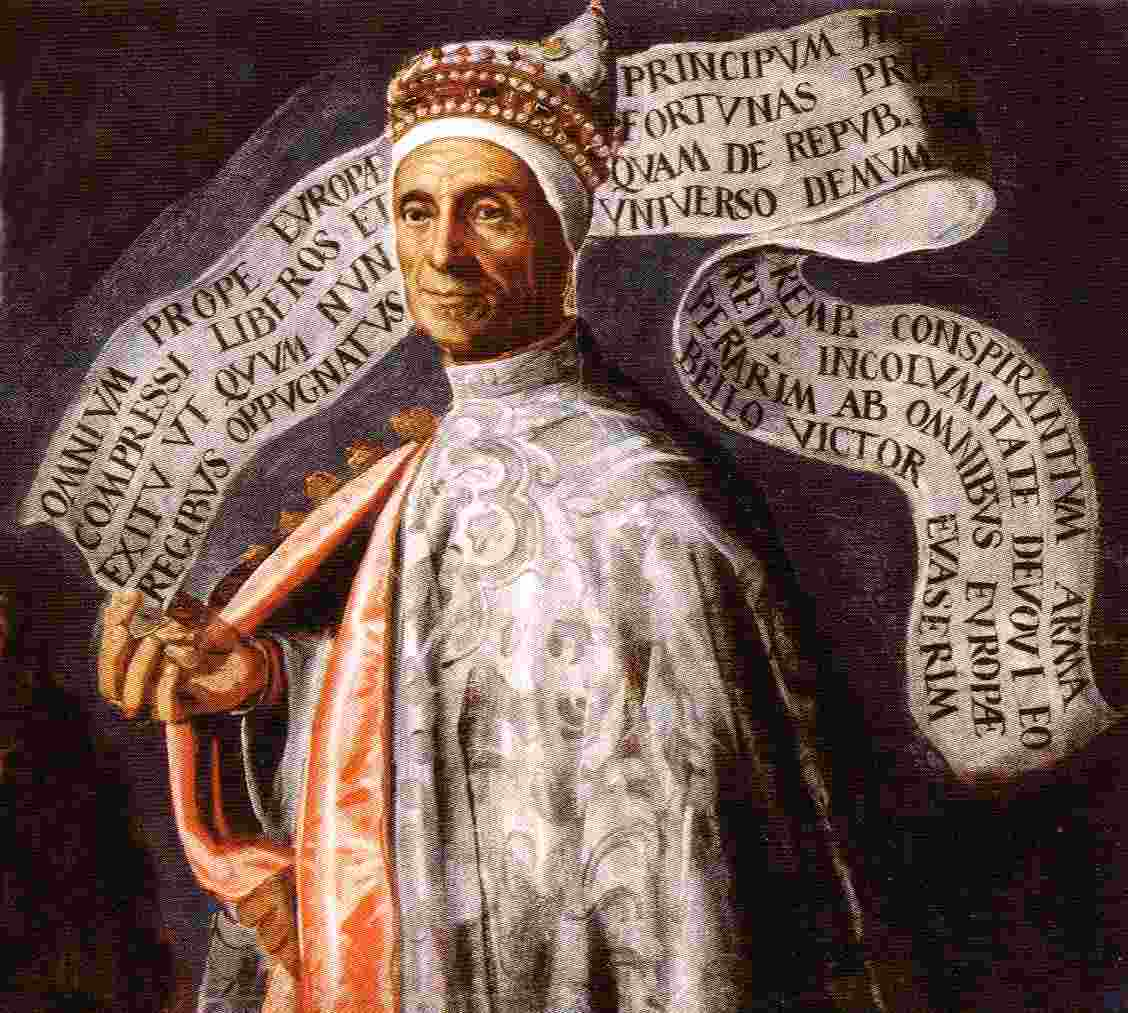
Doge Leonardo Loredan

Si dice che la notizia della sua morte venne taciuta dagli stessi figli del doge ai consiglieri e reggenti dello Stato, e venne comunicata solo nel tardo pomeriggio, per poter permettere loro di trasportare via mobili e oggetti dall'appartamento dogale alle loro abitazioni.
Nella Sala del Maggior Consiglio di Palazzo Ducale il suo ritratto è accompagnato da un cartiglio con una scritta in latino che recita: "Omnium prope Europae principum in rempublicam conspirantium arma compressi; liberos et fortunas pro reipublicae incolumitate devovi eo exitu ut quum numquam de republica desperarim ab omnibus Europae regibus oppugnatus, universo demum bello victor evaserim. (Frenai le armate di quasi tutti i principi d'Europa che cospiravano contro la Repubblica, offrii figli e fortune per la salvezza nelle sorti dela patria. Combattuto da tutti i re d'Europa, uscii infine vittorioso da un generale conflitto.)"